# 179
Năm 179 là một năm trong lịch Julius. 

## Sinh
- Tư Mã Ý